# 勒马里耶
勒马里耶（法語：Le Marillais，法語發音：[lə maʁijɛ] ⓘ）是法国曼恩-卢瓦尔省的一个旧市镇，属于绍莱区。2015年12月15日，勒马里耶和相邻的10个市镇合并为新市镇卢瓦尔河畔莫日（Mauges-sur-Loire）。

## 地理
勒马里耶（47°21'31"N, 1°4'24"W）面积9.47 平方千米，位于法国卢瓦尔河地区大区曼恩-卢瓦尔省，该省份为法国西部内陆省份，大致对应安茹地区，北起顺时针与马耶讷省、萨尔特省、安德尔-卢瓦尔省、维埃纳省、德塞夫勒省、旺代省、大西洋卢瓦尔省和伊勒-维莱讷省接壤。
与勒马里耶接壤的市镇（或旧市镇、城区）包括：阿内、卢瓦罗克桑斯、布济耶、拉沙佩勒圣弗洛朗、旧圣弗洛朗。

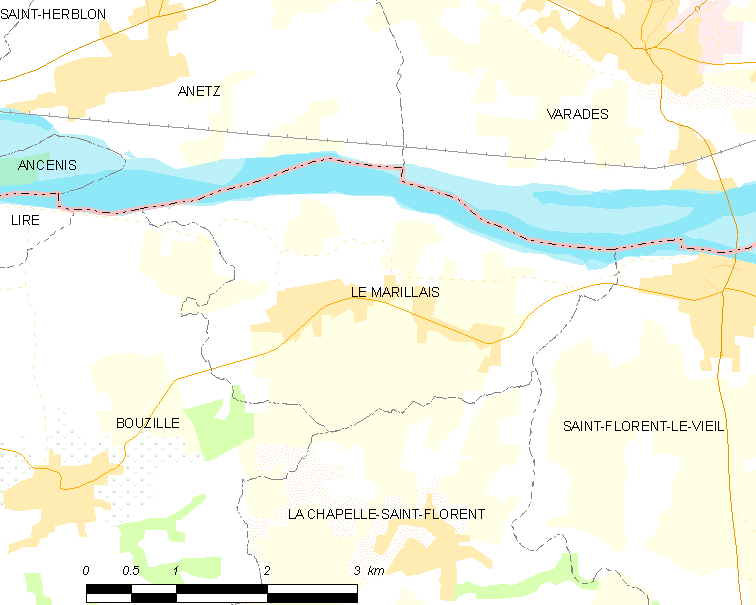
勒马里耶的OSM定位图

勒马里耶的时区为UTC+01:00、UTC+02:00（夏令时）。

## 行政
勒马里耶的邮政编码为49410，INSEE市镇编码为49190。

## 政治
勒马里耶所属的省级选区为卢瓦尔河畔莫日县。

## 人口

1962-2008年间勒马里耶人口变化图示

勒马里耶于2018年1月1日时的人口数量为1128人。